# Auletta (Band)
Auletta ist eine Indie-Rock-Band aus Mainz. Die Band benannte sich nach der Stadt Auletta in Italien, welche sie im Sommer 2006 bei einem gemeinsamen Urlaub durchquerten.

## Geschichte
Die Band wurde 2005 gegründet. Jedoch begann erst nach der Rückkehr von Alexander Zwick und Martin Kloos von Auslandsaufenthalten in England bzw. Spanien eine ernsthafte Arbeit als Band. 2007 trat sie mit unter anderem Art Brut und den Kilians auf. Beim Wettbewerb Emergenza erreichte sie 2007 das Mitteleuropa-Finale. Im selben Jahr gewann sie zudem den Wettbewerb Rockbuster. Ende 2008 unterschrieb sie einen Plattenvertrag bei EMI. Daraufhin erschien am 26. Juni 2009 ihr erstes Album Pöbelei & Poesie. Das darauf enthaltene Lied Meine Stadt ist im Spiel FIFA 10 enthalten.
Am 1. Oktober 2010 vertrat die Band das Bundesland Rheinland-Pfalz beim Bundesvision Song Contest und belegte den 14. von 16 möglichen Plätzen. Am 12. August 2011 erschien Make Love Work, das zweite Album der Band, und erreichte den 36. Platz in den Top 50 der deutschen Albumcharts.
Im Oktober 2018 hat sich die Band via Social Media zurückgemeldet und angekündigt, das dritte Album in Eigenregie produzieren und veröffentlichen zu wollen. Die Finanzierung wurde über Crowdfunding aufgesetzt und erfolgreich auf die Beine gestellt.

## Diskografie

### Alben
- Pöbelei & Poesie (Virgin/EMI; 2009)
- Make Love Work (2011)
- Auletta (2019)

### Singles & EPs
- Heimatmelodien. (EP, Wohnton Mu/Flur-Musik; 2007)
- Ein Engel Kein König (Virgin/EMI; 2009)
- Meine Stadt (Virgin/EMI; 2009)
- Sommerdiebe (2010)
- Make Love Work (2011)
- Alles was ich bin (2011)

## Auszeichnungen und Nominierungen
- 2007: Gewinner des Wettbewerbs Rockbuster[6]
- 2010: Platz 14 von 16 beim Bundesvision Song Contest[8]
- 2010: Nominiert für die 1 Live Krone in der Kategorie Beste Newcomer[12]
- 2012: Nominiert für den Echo in der Kategorie Bestes Video national[13]